# 萊克瓦利 (新墨西哥州聖胡安縣)
萊克瓦利（英語：Lake Valley）是位於美國新墨西哥州聖胡安縣的普查規定居民點。

## 人口
根據2020年美國人口普查的數據，萊克瓦利的面積為21.62平方千米，皆為陸地。當地共有人口96人，而人口密度為每平方千米4.44人。